# Леонов, Василий Севостьянович
Васи́лий Севостья́нович Лео́нов (бел. Васіль Севасцьянавіч Лявонаў; 16 апреля 1938, д. Дубянец, Костюковичский район, Могилёвская область, Белорусская ССР, СССР — 4 января 2015, Минск, Беларусь) — советский и белорусский государственный и партийный деятель. Депутат Совета Национальностей Верховного Совета СССР 11 созыва (1984-1989) от Могилёвской области, председатель Мандатной комиссии Совета Национальностей. Депутат Верховного Совета Беларуси (1990-1995).
Председатель оргкомитета движения «За новую Беларусь» (с 2001).

## Биография
Родился в деревне Дубянец Костюковичского района Могилёвской области Белорусской ССР. Белорус.
Окончил Белорусский институт механизации сельского хозяйства (1964) и Минскую высшую партийную школу.
Трудовой путь начал в 1956 году плотником в колхозе «Кронштадт», а в 1967 году был уже директором совхоза «Милославичский». В 1972 году перешёл на партийную работу, занимал ряд руководящих постов: был первым секретарем Могилёвского обкома КПБ, председателем Могилёвского облсовета. В должности секретаря Могилёвского обкома партии давал согласие на назначение Александра Лукашенко директором совхоза «Городец». Поддержал А.Лукашенко, когда тот выдвинулся кандидатом в народные депутаты СССР в альтернативу председателю Госплана БССР Вячеславу Кебичу (и проиграл). В 1990—1991 — член ЦК КПСС.
В 1991 году отправлен торговым представителем Беларуси в Федеративную Республику Германию. Вернулся в 1993 году рыночником и достаточно прогрессивным экономистом. Избран генеральным директором Белорусской агропромышленной ассоциации «Белинтерагропром» (1993—1994).
4 августа 1994 года указом Президента Лукашенко № 21 был назначен Министром сельского хозяйства Республики Беларусь. 23 августа 1994 года указом Президента № 59 был назначен Министром сельского хозяйства и продовольствия Республики Беларусь и освобожден от должности Министра сельского хозяйства Республики Беларусь.
11 ноября 1997 года задержан в собственном кабинете с привлечением Белорусского телевидения и помещен под стражу.
14 ноября 1997 года Президент Беларуси Александр Лукашенко выступая в АПО «Рассвет» Кировского района Могилёвской области (выступление транслировалось по Белорусскому телевидению) публично обвинил Василия Леонова в причастности к убийству начальника Службы контроля президента по Могилёвской области Евгения Миколуцкого.
5 марта 1998 года в Гродно Президент Беларуси Александр Лукашенко обвинил его в ряде уголовных преступлений (доклад Александра Лукашенко «Стратегия развития агропромышленного комплекса» опубликован в газете «Звязда» 10 марта 1998 г., стр.3).
В августе 1999 года суд признал Леонова виновным во взяточничестве и присвоении государственного имущества и наказал 4 годами содержания в колонии с конфискацией имущества. В ноябре 2000 года он был освобождён.
Активно занимался общественно-политической деятельностью. С 2001 по 2015 гг. являлся председателем оргкомитета движения «За новую Беларусь».
Являлся членом оргкомитета группы избирателей «Земля и воля». Умер 4 января 2015 года.

## Семья
Был женат, имел трёх дочерей.